# Polestar Precept
Polestar Precept — концепт-кар, представленный 25 февраля 2020 года компанией Polestar на Женевском автосалоне. Отменён в связи с пандемией COVID-19.

## Описание
Колёсная база автомобиля Polestar Precept составляла 122 дюйма. Также отсутствовали передние стойки. Отделка автомобиля льняная, в виде переработанных пластиковых бутылок с виниловой пробкой. Основными элементами дизайна также являлись минимализм и атлетизм.
В крышу встроен лидар с дополнительной матрицей датчиков SmartZone из двойного радара и обзорной камеры высокого качества. Дополнительно встроена операционная система Google Android Automotive.